# مكافل أشعر
المكافل الأشعر (الاسم العلمي:Symbiodinium pilosum) هو نوع من الأسناخ الصبغية يتبع جنس المكافل من فصيلة المكافلات.